# Mathilda georgiana
Mathilda georgiana är en snäckart som beskrevs av Dall 1927. Mathilda georgiana ingår i släktet Mathilda och familjen Mathildidae. Inga underarter finns listade i Catalogue of Life.